# Jandeline
Jandeline (Bétaille, 17 de febrero de 1911-París, 24 de junio de 1998) fue una actriz teatral y cinematográfica de nacionalidad francesa. Casada con el actor Jean Mercure, ambos tuvieron una hija, la también actriz Isa Mercure. 

## Biografía
Nacida en Bétaille, Francia, su verdadero nombre era Aline Jeannerot. Antes de conocer a Jean Mercure, con el que se casó en 1936, ella actuó bajo la dirección de Jean-Louis Barrault, Raymond Rouleau y Jean Vilar, siendo Elvira en la pieza de Molière Don Juan.
Bajo la dirección de Jean Mercure, ella fue la heroína en Fleuve étincelant, de Charles Morgan. Otras obras en las que actuó fueron La Volupté de l’honneur (de Luigi Pirandello), The Living Room (de Graham Greene), Seis personajes en busca de autor (de Pirandello), No habrá guerra de Troya (de Jean Giraudoux), Zoo ou l'Assassin philanthrope (de Vercors), Los endemoniados (de Fiódor Dostoyevski), y The National Health (de Peter Nichols).  La última pieza en la que actuó fue The Gin Game, de Donald L. Coburn.
Jandeline y su marido se suicidaron en París, Francia, en 1998. Ella fue enterrada en el Cementerio de Villiers-sous-Grez.

## Teatro
- 1938 : Le Coup de Trafalgar, de Roger Vitrac, escenografía de Sylvain Itkine, Espace Cardin
- 1941 : La Machine à écrire, de Jean Cocteau, escenografía del autor, Théâtre Hébertot
- 1942 : Dieu est innocent, de Lucien Fabre, escenografía de Marcel Herrand, Théâtre des Mathurins
- 1942 : D'après nature ou presque, de Michel Arnaud, escenografía de Marcel Herrand, Théâtre des Mathurins
- 1946 : Charivari Courteline, piezas de Georges Courteline, escenografía de Jean Mercure, Espace Cardin
- 1949 : L'École des dupes, de André Roussin, escenografía del autor, Théâtre de la Michodière
- 1957 : Mademoiselle Fanny, de Georgette Paul y Gabriel Arout a partir de Pierre Veber, escenografía de Jean Mercure, Théâtre des Mathurins
- 1960 : Douce Annabelle, de Audrey Roos y Kelley Roos, escenografía de François Maistre, Enghien-les-Bains
- 1961 : La Rouille, de Carlos Semprún Maura, escenografía de Jean-Marie Serreau, Teatro de la Alliance française
- 1961 : Douce Anabelle, de Audrey Roos y Kelley Roos, escenografía de François Maistre, Teatro del Ambigu-Comique
- 1961 : Marie-Octobre, de Jacques Robert, escenografía de André Villiers, L'Européen
- 1979 : Gin Game, de Donald L. Coburn, escenografía de Jean Mercure, Théâtre de la Ville
- 1980 : Gin Game, de Donald L. Coburn, escenografía de Jean Mercure, Théâtre des Célestins
- 1986 : Gin Game, de Donald L. Coburn, escenografía de Jean Mercure, Théâtre Fontaine

## Filmografía
- 1938 : Le Temps des cerises, de Jean-Paul Le Chanois, con Jean Dasté
- 1940 : Ceux du ciel, de Yvan Noé, con Marcel Maupi
- 1948 : Le Sorcier du ciel, de Marcel Blistène, con Léon Belières
- 1949 : Histoires extraordinaires, de Jean Faurez, con Suzy Carrier
- 1957 : Les Filles de nuit, de Maurice Cloche, con Nicole Berger
- 1961 : Les Cinq Dernières Minutes, episodio Sur la piste..., de Claude Loursais
- 1967 : Au théâtre ce soir: Le Rayon des jouets, de Jacques Deval, escenografía de Jean Mercure, dirección de Pierre Sabbagh, Théâtre Marigny
- 1968 : Au théâtre ce soir: Mademoiselle, de Jacques Deval, escenografía de Jacques-Henri Duval, dirección de Pierre Sabbagh, Théâtre Marigny
- 1970 : Mauregard, de Claude de Givray
- 1979 : Au théâtre ce soir: Miss Mabel, de Robert Cedric Sherriff, escenografía de René Clermont, dirección de Pierre Sabbagh, Théâtre Marigny